# 東吾野駅
東吾野駅（ひがしあがのえき）は、埼玉県飯能市平戸にある、西武鉄道池袋線の駅である。駅番号はSI30。

## 歴史
- 1929年（昭和4年）9月10日 - 虎秀駅として開業。
- 1933年（昭和8年）3月1日 - 東吾野駅に改称。
- 1970年（昭和45年）11月 - 貨物営業廃止[1]。
- 1983年（昭和58年）4月16日 - 新駅舎使用開始[2]。
- 2023年（令和5年）3月1日 - 駅係員の常駐を終了し巡回駅へ変更するとともに、窓口および券売機での切符等の販売・ICカードのチャージを終了[3][4]。

## 駅構造
島式ホーム1面2線を有する地上駅。ホームと駅舎は飯能寄りの構内踏切により連絡している。自動改札機は設置されていないが、PASMO・Suica利用者のための簡易改札機が設置されている。トイレは駅舎横の改札外にある。

### のりば
| ホーム | 路線   | 方向 | 行先                 | 備考          |
| ------ | ------ | ---- | -------------------- | ------------- |
| 1      | 池袋線 | 上り | 飯能・所沢・池袋方面 |               |
| 2      | 池袋線 | 下り | 吾野・西武秩父方面   | 一部1番ホーム |

（出典：西武鉄道:駅構内図）
- 下り2番ホーム側を本線とする1線スルーで、特急は必ずここを通過する。
- 通過列車がある場合、乗り場が変更になる。

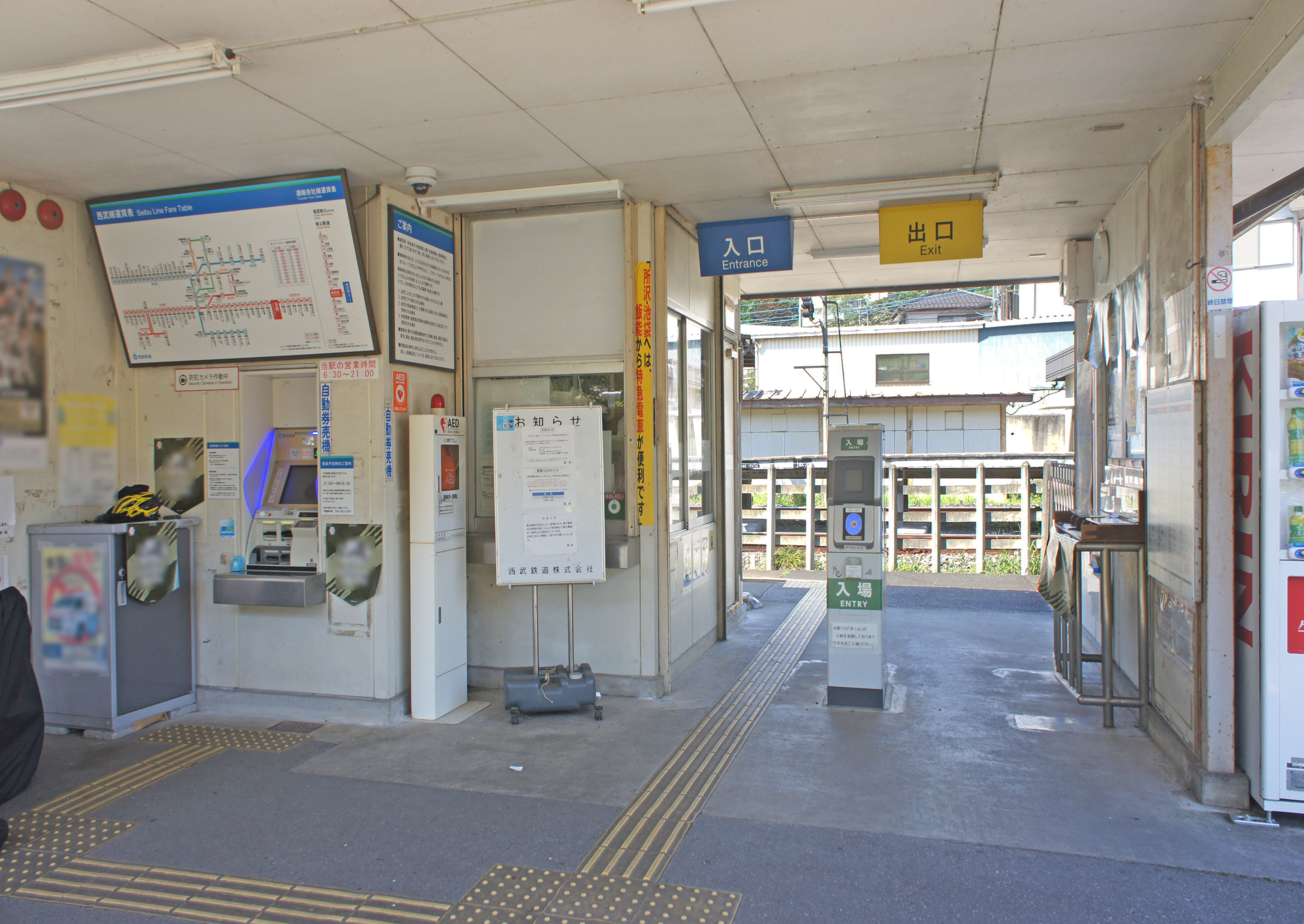
改札口（2022年7月）
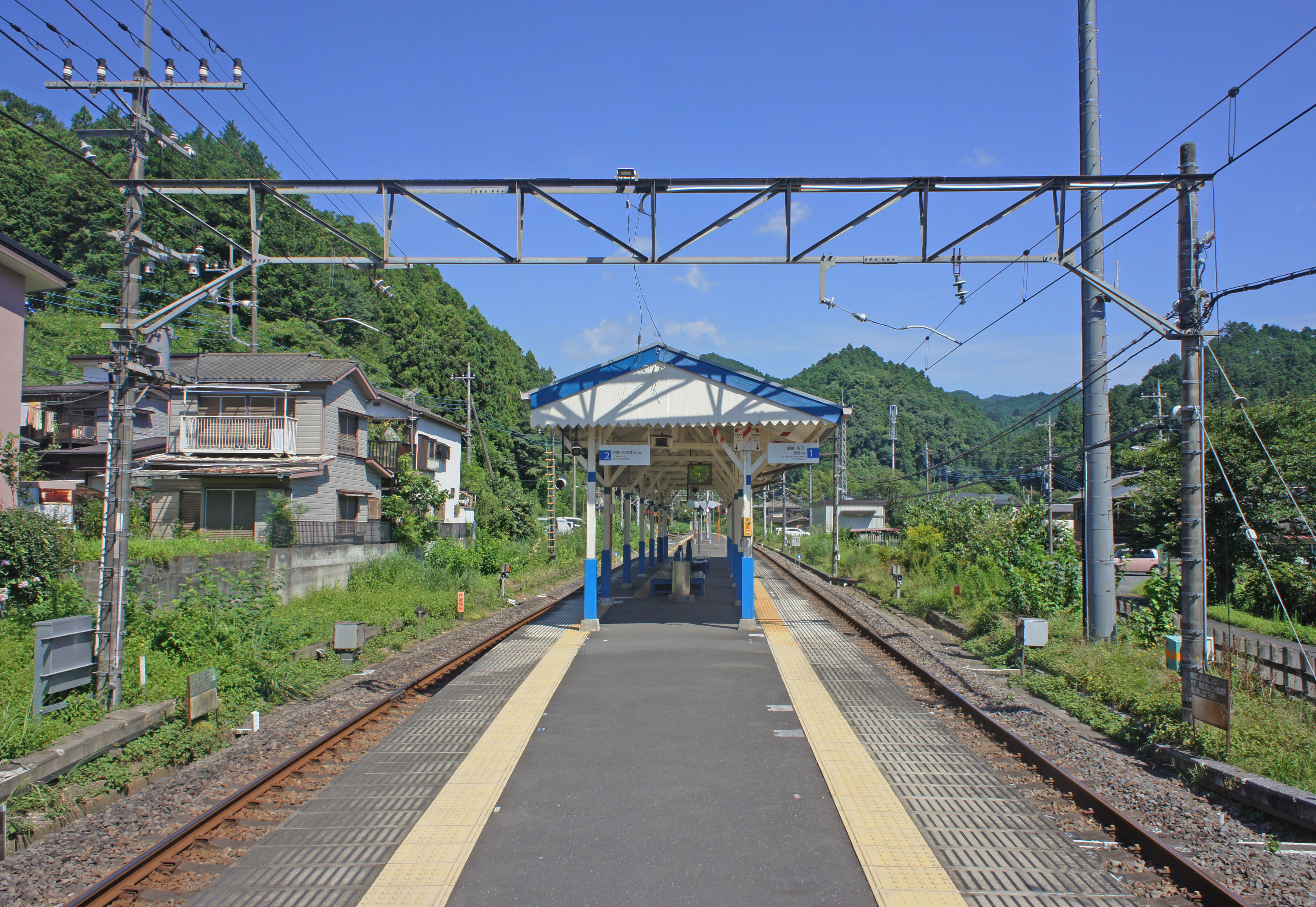
ホーム（2022年7月）
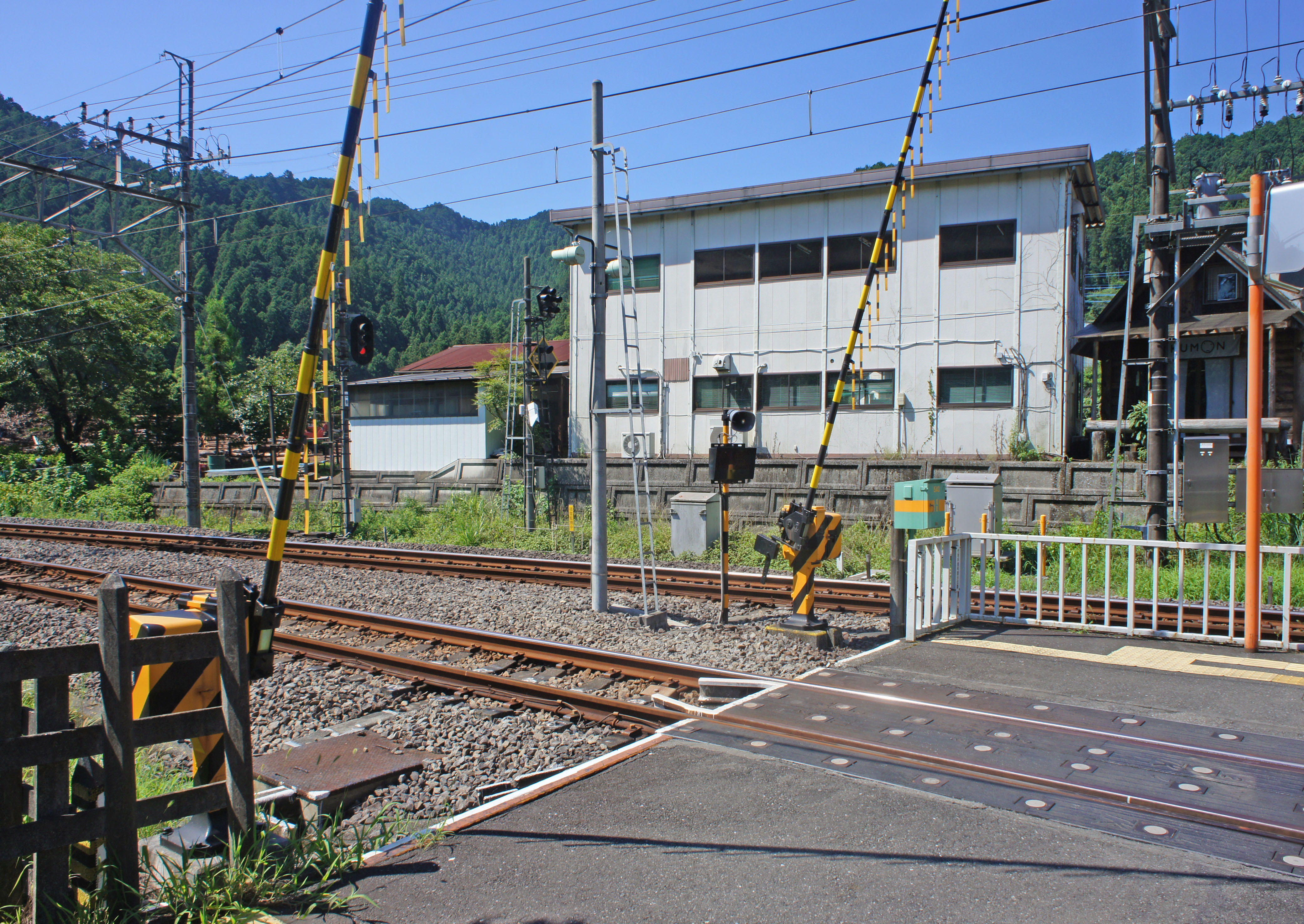
構内踏切（2022年7月）

## 利用状況
- 西武鉄道 - 2024年度の1日平均の乗降人員は477人である[西武 1]。
西武鉄道全92駅中88位。

近年の1日平均乗降・乗車人員の推移は下記の通りである。
| 年度               | 1日平均 乗降人員 | 1日平均 乗車人員 | 出典              |
| ------------------ | ---------------- | ---------------- | ----------------- |
| 1995年（平成07年） | 1,058            |                  |                   |
| 1996年（平成08年） | 1,068            |                  |                   |
| 1997年（平成09年） | 992              |                  |                   |
| 1998年（平成10年） | 955              |                  |                   |
| 1999年（平成11年） | 932              | 445              | [ 埼玉県統計 1 ]  |
| 2000年（平成12年） | 896              | 410              | [ 埼玉県統計 2 ]  |
| 2001年（平成13年） | 881              | 407              | [ 埼玉県統計 3 ]  |
| 2002年（平成14年） | 855              | 415              | [ 埼玉県統計 4 ]  |
| 2003年（平成15年） | 854              | 416              | [ 埼玉県統計 5 ]  |
| 2004年（平成16年） | 822              | 399              | [ 埼玉県統計 6 ]  |
| 2005年（平成17年） | 815              | 399              | [ 埼玉県統計 7 ]  |
| 2006年（平成18年） | 748              | 363              | [ 埼玉県統計 8 ]  |
| 2007年（平成19年） | 697              | 335              | [ 埼玉県統計 9 ]  |
| 2008年（平成20年） | 682              | 326              | [ 埼玉県統計 10 ] |
| 2009年（平成21年） | 662              | 319              | [ 埼玉県統計 11 ] |
| 2010年（平成22年） | 588              | 293              | [ 埼玉県統計 12 ] |
| 2011年（平成23年） | 664              | 318              | [ 埼玉県統計 13 ] |
| 2012年（平成24年） | 588              | 283              | [ 埼玉県統計 14 ] |
| 2013年（平成25年） | 532              | 264              | [ 埼玉県統計 15 ] |
| 2014年（平成26年） | 518              | 259              | [ 埼玉県統計 16 ] |
| 2015年（平成27年） | 526              | 264              | [ 埼玉県統計 17 ] |
| 2016年（平成28年） | 512              | 256              | [ 埼玉県統計 18 ] |
| 2017年（平成29年） | 493              | 247              | [ 埼玉県統計 19 ] |
| 2018年（平成30年） | 475              | 239              | [ 埼玉県統計 20 ] |
| 2019年（令和元年） | 456              | 228              | [ 埼玉県統計 21 ] |
| 2020年（令和02年） | 346              |                  |                   |
| 2021年（令和03年） | 360              |                  |                   |
| 2022年（令和04年） | 398              |                  |                   |
| 2023年（令和05年） | 446              |                  |                   |
| 2024年（令和06年） | 477              |                  |                   |

## 駅周辺
- 飯能市東吾野医療介護センター（旧飯能市立病院）
- 飯能市東吾野公民館
  - 飯能市役所 東吾野出張所
- 飯能警察署 東吾野駐在所
- 東吾野郵便局
- 国道299号
- 高麗川
- わせがく夢育高等学校本校

## 付記
- 1999年（平成11年）8月に吾野駅構内で土砂崩落事故が発生した際は、当駅 - 西吾野駅間で一時バス代行輸送となった。そのため、飯能方面から当駅始発・終着の列車が運行された。

## 隣の駅
西武鉄道

 池袋線
武蔵横手駅 (SI29) - 東吾野駅 (SI30) - 吾野駅 (SI31)

#### 利用状況
西武鉄道の1日平均利用客数
1. 1 2 3  “駅別乗降人員（2024年度１日平均）” (pdf).   西武鉄道. 2025年6月7日閲覧。
2. 1 2  駅別乗降人員（2020年度1日平均） - ウェイバックマシン（2021年9月23日アーカイブ分）、2022年8月18日閲覧
3. ↑  駅別乗降人員（2021年度1日平均） - ウェイバックマシン（2022年7月8日アーカイブ分）、2022年8月18日閲覧
4. ↑  “駅別乗降人員（2022年度1日平均）　” (PDF).   西武鉄道. 2023年6月27日時点のオリジナルよりアーカイブ。2023年6月27日閲覧。
5. ↑  “駅別乗降人員（2023年度１日平均）” (pdf).   西武鉄道. 2024年6月21日閲覧。

西武鉄道の統計データ
1. ↑  統計はんのう - 飯能市
2. ↑  各種報告書 - 関東交通広告協議会
3. ↑  埼玉県統計年鑑

埼玉県統計年鑑
1. ↑  平成12年
2. ↑  平成13年
3. ↑  平成14年
4. ↑  平成15年
5. ↑  平成16年
6. ↑  平成17年
7. ↑  平成18年
8. ↑  平成19年
9. ↑  平成20年
10. ↑  平成21年
11. ↑  平成22年
12. ↑  平成23年
13. ↑  平成24年
14. ↑  平成25年
15. ↑  平成26年
16. ↑  平成27年
17. ↑  平成28年
18. ↑  平成29年
19. ↑  平成30年
20. ↑  令和元年
21. ↑  令和2年